# Американски самурай
„Американски самурай“ (на английски: American Samurai) е американски екшън филм от 1992 година с Дейвид Брадли в главната роля.

## Сюжет
Внимание:  Текстът по-долу разкрива сюжета на произведението (или части от него)!
След самолетна катастрофа в японска планина, единственият оцелял е бебе на име Андрю. То е спасено и приютено от самурай на име Санга. Той обучава заедно с родния си син - Кенджиро и Андрю по пътя на самураите. Андрю скоро надминава уменията на Кенджиро. От ревност Кенджиро е тласнат да се присъедини към Якудза, като така той изоставя моралните ценности на самураите. Той напуска дома на баща си, за да отмъсти на доведения си брат един ден.